# Melania-Gabriela Ciot

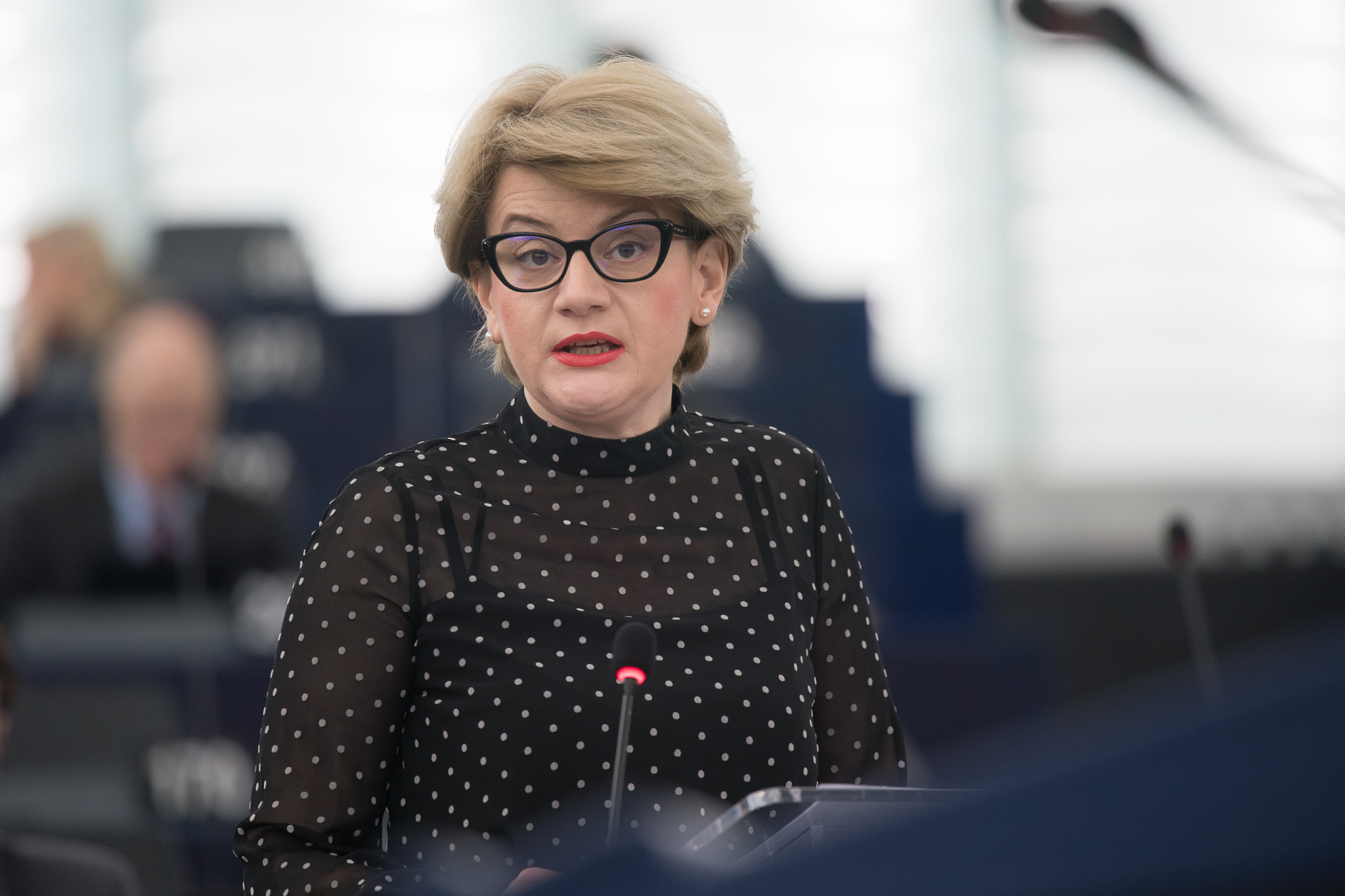
Melania-Gabriela Ciot (2019)

Melania-Gabriela Ciot (* 11. November 1975) ist eine rumänische Politikwissenschaftlerin und Politikerin (PSD). Seit 2017 hat Ciot das Amt der Staatssekretärin für europäischen Angelegenheiten im rumänischen Außenministerium inne.

## Leben

### Akademische Karriere
Melania Gabriela Ciot absolvierte ihre Schulausbildung an der Sabin-Drăgoi-Schule mit einer Spezialisierung auf Lehramt in Deva. Anschließend studierte sie Erziehungswissenschaften an der Babeş-Bolyai-Universität von Cluj-Napoca. Danach war sie ab 1999 in der Lehramtsausbildung an Universität von Oradea tätig. 2004 wechselte sie zur Technischen Universität von Cluj.
Von 2002 bis 2009 promovierte Ciot an der Universität Gent im Bereich der Erziehungswissenschaften. 2012 promovierte sie zusätzlich in Internationalen Beziehungen und Europastudien an der Babeş-Bolyai-Universität von Cluj-Napoca mit der Auszeichnung Summa cum laudae. Sie war zudem an der Fakultät für Europastudien der Universität tätig und leitete ab 2017 das Doktorandenprogramm „European Paradigm“ und koordinierte Masterstudiengänge in Internationalem und Europäischem Management. Melania-Gabriela Ciot veröffentlichte zahlreiche wissenschaftliche Beiträge und Bücher, darunter mehr als zehn Bücher als Einzelautorin, drei Bücher als Herausgeberin und mehr als 30 Kapitel. Sie hat außerdem über 50 Artikel in verschiedenen Zeitschriften veröffentlicht.
Im Zuge ihrer Nominierung für das Amt der EU-Kommissarin wurden Plagiatsvorwürfe laut.

### Politisches Engagement
Ciot trat 2004 der Partei der rumänischen Sozialdemokraten PSD bei. Ab Juni 2016 war sie Pressesprecherin des PSD-Ortsverbandes von Cluj.
Von Mai 2014 bis November 2015 war sie als Beraterin für europäische Angelegenheiten im Kabinett des Ministers für Informationsgesellschaft, europäische Fonds und öffentliche Finanzen tätig. Am 20. September wurde sie zur Staatssekretärin für europäische Angelegenheiten im rumänischen Außenministerium ernannt.
Nachdem im September 2019 der Rechtsausschuss des Europäischen Parlaments die von der rumänischen Regierung designierte Kommissarin Rovana Plumb für die Kommission von der Leyen I abgelehnt hatte, wurde Ciot nachnominiert. Medien berichten, dass der Europaabgeordnete Dan Nica ebenfalls zur Diskussion stand.

### Privat
Ciot ist verheiratet.